# Audrey Swaby
Audrey Lynette Swaby (* 31. Mai 1958, verheiratete Audrey Tuckey) ist eine australische Badmintonspielerin.

## Karriere
Audrey Swaby nahm 1980 und 1983 an den Badminton-Weltmeisterschaften teil. 1980 wurde sie jeweils 9. im Mixed und im Damendoppel sowie 33. im Dameneinzel. 1983 belegte sie in allen drei Disziplinen Platz 17. Bei den Commonwealth Games 1986 gewann sie Bronze mit dem australischen Team und Gold im Mixed mit Michael Scandolera. Auch 1982 hatte sie schon Bronze mit dem Team bei den Commonwealth Games gewonnen.

## Sportliche Erfolge
| Saison | Veranstaltung              | Disziplin   | Platz | Name                               |
| ------ | -------------------------- | ----------- | ----- | ---------------------------------- |
| 1980   | Weltmeisterschaft          | Mixed       | 9     | Paul Kong / Audrey Swaby           |
| 1980   | Weltmeisterschaft          | Dameneinzel | 33    | Audrey Swaby                       |
| 1980   | Weltmeisterschaft          | Damendoppel | 9     | Audrey Swaby / Robyn Hobba         |
| 1982   | Commonwealth Games         | Team        | 3     | Australien                         |
| 1983   | Weltmeisterschaft          | Dameneinzel | 17    | Audrey Swaby                       |
| 1983   | Weltmeisterschaft          | Damendoppel | 17    | Audrey Swaby / Julie McDonald      |
| 1983   | Weltmeisterschaft          | Mixed       | 17    | Paul Kong / Audrey Swaby           |
| 1986   | Commonwealth Games         | Mixed       | 1     | Michael Scandolera / Audrey Tuckey |
| 1986   | Commonwealth Games         | Team        | 3     | Australien                         |
| 1986   | Australische Meisterschaft | Damendoppel | 1     | Karen Jupp / Audrey Tuckey         |